# العراق في 1945
فيما يلي قوائم الأحداث التي وقعت خلال عام 1945 في العراق.

## سياسة

### في المنصب
- ملك العراق فيصل الثاني.[1]
- رئيس الوزراء مزاحم الباجه جي.[2]
- رئيس مجلس الأعيان نوري السعيد.[3]
- رئيس مجلس النواب محمد أمين زكي

## تأسيسات
- أصدار مجلة سومر من هيئة الآثار و الثقافة.